# Plochtchad Garina-Mikhaïlovskogo (métro de Novossibirsk)
Plochtchad Garina-Mikhaïlovskogo (en russe : Площадь Гарина-Михайловского et en anglais : Ploshchad Garina-Mikhaylovskogo) est une station de la ligne Dzerjinskaïa du métro de Novossibirsk.
Mise en service en 1987, elle est desservie par les rames de la ligne Dzerjinskaïa.

## Situation sur le réseau

Plan du métro (2017).

Établie en souterrain, la station Plochtchad Garina-Mikhaïlovskogo, est une station de passage de la Ligne Dzerjinskaïa du métro de Novossibirsk. Elle est située entre la station Sibirskaïa, en direction du terminus est, Zolotaïa Niva.
Elle dispose d'un quai central encadré par les deux voies de la ligne.

## Histoire
La station Plochtchad Garina-Mikhaïlovskogo est mise en service le 31 décembre 1987. La station est due aux architectes L. Popov, You. Kataïev, V. Volovitch.

## Services aux voyageurs

### Desserte
Plochtchad Garina-Mikhaïlovskogo est desservie par les rames de la ligne Dzerjinskaïa.

Installations et desserte
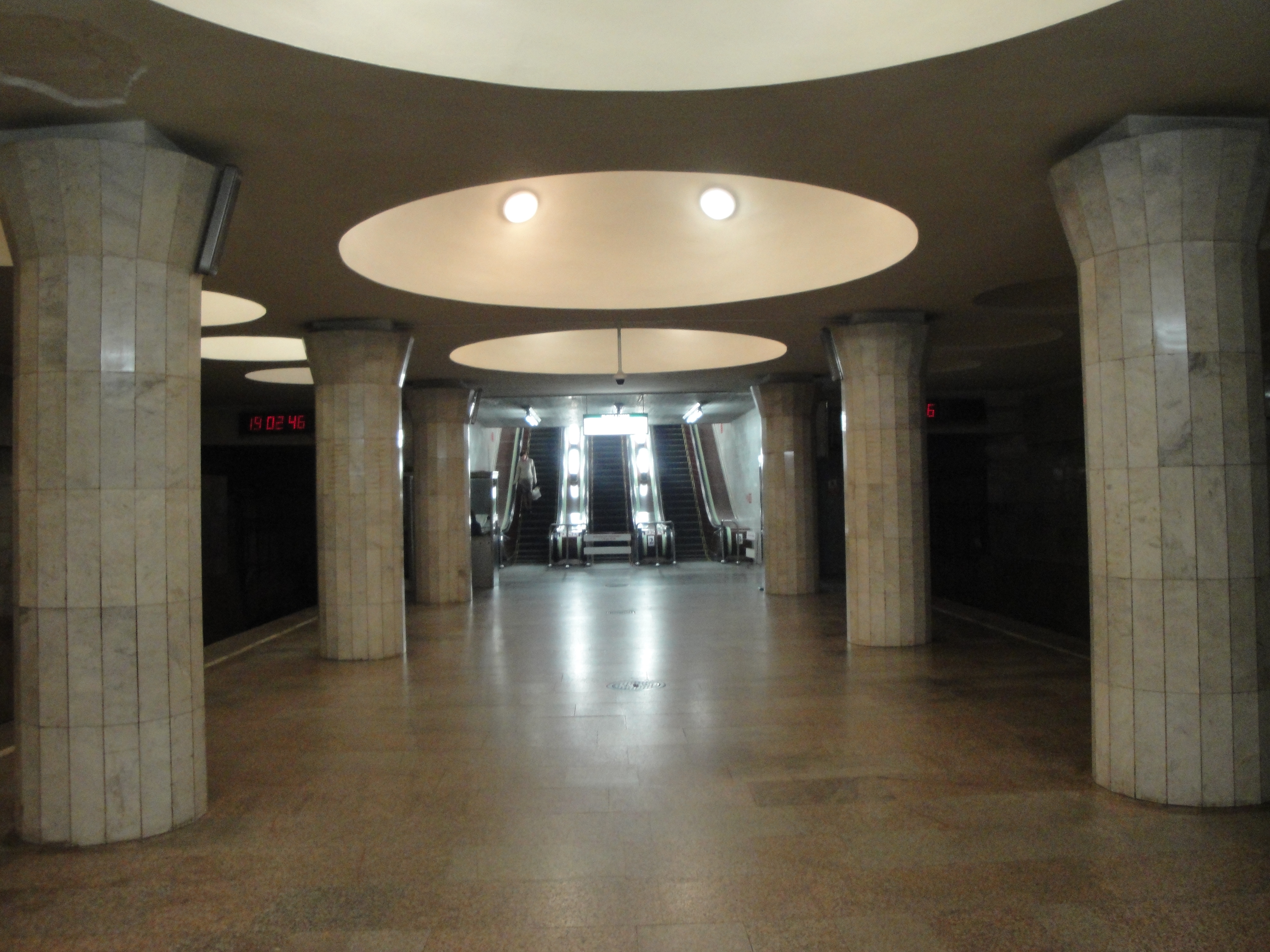
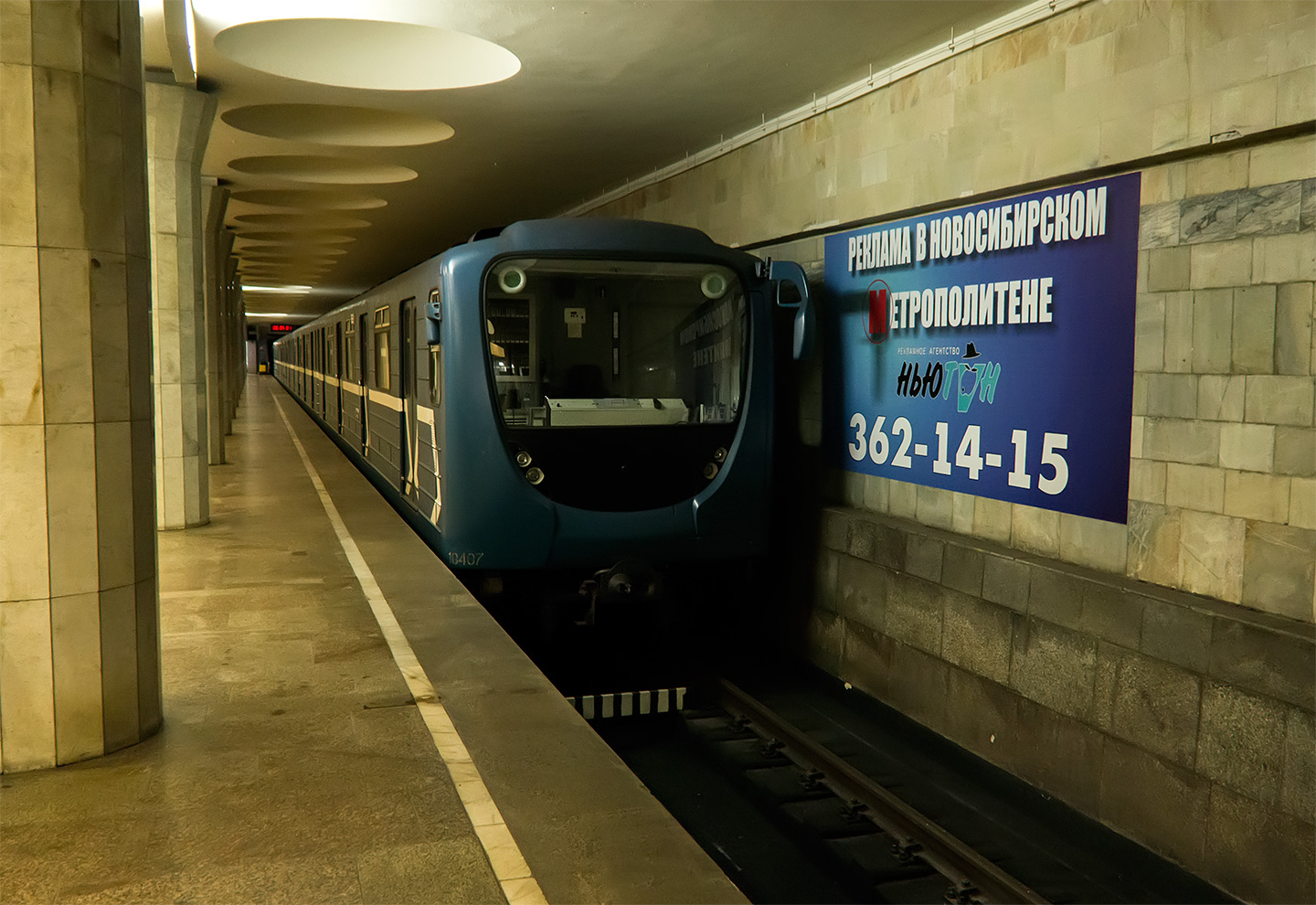